# Wierch Spalenisko
Wierch Spalenisko (1324 m) – reglowy szczyt w grzbiecie oddzielającym Dolinę Lejową od Doliny Chochołowskiej w polskich Tatrach Zachodnich. Od znajdującego się poniżej w tym grzbiecie Wierchu Kuca (1305 m) oddziela go nieznaczna przełączka Huciańskie Siodło (ok. 1290 m), od znajdującego się powyżej Małego Opalonego Wierchu (1448 m) Kominiarska Przełęcz (1307 m), przez którą prowadzi szlak turystyczny (Ścieżka nad Reglami). Wierch Spalenisko jest zwornikiem; we wschodnim kierunku odchodzi od niego krótki boczny grzbiet łączący go poprzez przełęcz Kominiarskie Siodło z Diablińcem (1241 m). Od wschodniej strony Wierch Spalenisko wznosi się nad Doliną Lejową, od zachodniej nad Doliną Huciańską (odnoga Doliny Chochołowskiej). Jest całkowicie porośnięty lasem.